# Relations entre la Géorgie et les Pays-Bas
Les relations entre la Géorgie et les Pays-Bas sont les relations bilatérales et diplomatiques entre la Géorgie et le royaume des Pays-Bas. 
Les deux pays établissent des relations diplomatiques le 22 avril 1992. Les deux pays sont membres à part entière du Conseil de l'Europe. Les Pays-Bas sont membres de l'Union européenne, à laquelle la Géorgie a postulé en 2022.

## Historique
Pendant la Seconde Guerre mondiale, en 1945, l'île néerlandaise de Texel, occupée par les allemands, est le lieu de l'insurrection géorgienne du Texel, une rébellion de soldats géorgiens, anciens prisonniers de guerre, contre l'Allemagne, avec la résistance néerlandaise. De nombreux géorgiens et néerlandais sont alors massacrés par les allemands.

## Relations politiques
Le 21 janvier 2020, le ministre néerlandais des Affaires étrangères Stef Blok se rend en Géorgie pour tenir des réunions bilatérales avec le ministre géorgien des Affaires étrangères, David Zalkaliani. Il visite également le bureau de la Mission de surveillance de l'Union européenne et la ligne d'occupation à Odzi''.

## Ambassades
La Géorgie dispose d'une ambassade (en) à La Haye, ouverte en 2007. Les Pays-Bas disposent d'une ambassade à Tbilissi depuis 2001.

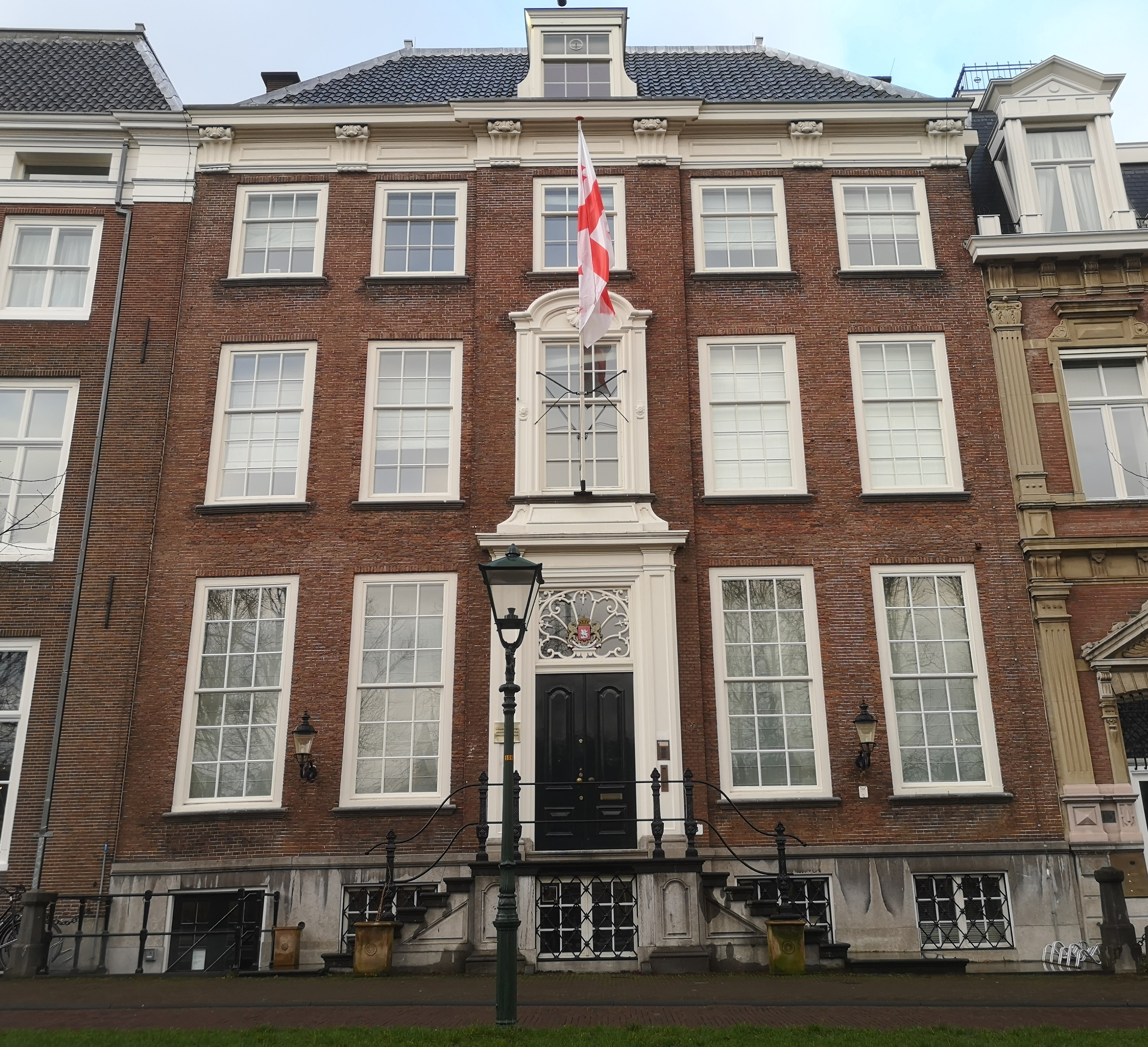
Ambassade de Géorgie à La Haye